# Dieu sait
Dieu sait (titre original : God Knows) est un roman américain de Joseph Heller publié le 1er janvier 1984 et paru en français le 2 octobre 1985 aux éditions Grasset. Ce roman a reçu la même année le prix Médicis étranger.

## Éditions
- Dieu sait, éditions Grasset, 1985  (ISBN 978-2246346418).